# Orjaški azijski sršen
Orjaški azijski sršen (znanstveno ime Vespa mandarinia) je vrsta kožekrilcev iz družine pravih os, izvorno razširjena v Vzhodni in Jugovzhodni Aziji. Z velikostjo delavk do 4,5 cm in matic celo do 5,5 cm so največji predstavniki os in z izjemo nekaterih matic termitov največje socialne žuželke sploh.

## Telesne značilnosti
Poleg velikosti je prepoznavna po veliki oranžno-rumeni glavi brez vzorca in enako obarvani bazi zadka. Mandibule so razmeroma velike, temno oranžne barve, s črnim zobcem, ki ga uporabljajo za kopanje. Oprsje je rjavo, z velikim ščitkom (scutellum) in velikimi sivimi krili, ki jih ob mirovanju držijo navzven in pri maticah dosežejo premer preko 7,5 cm. Matice se od ostalih osebkov ločijo po velikosti, samice od samcev pa predvsem po 6 mm dolgem želu.

## Življenjski krog
Ličinke so belkaste barve, brez nog in mehkega telesa, le glavo prekriva hitinast skelet. Delavke in matica jih hranijo s pasto iz prežvečenega plena. V zameno izločajo ličinke z aminokislinami bogato slino, ki jo posredujejo delavkam (temu pojavu pravimo trofalaksa), saj odrasli sršeni ne morejo prebavljati trde hrane. Razvoj od izleganja iz jajčeca do preobrazbe v odraslo žival traja okrog 40 dni. V začetku sezone spomladi se razvijajo predvsem delavke, proti jeseni pa se začnejo razvijati tudi samci in nazadnje še bodoče matice. Ko izletijo slednje, se sparijo s samci pred domačim gnezdom in poiščejo prezimovališče, samci pa kmalu po parjenju poginejo. Naslednjo pomlad najdejo primeren prostor in ustvarijo novo kolonijo in živijo do jeseni, ko propade kolonija in se krog začne znova. Delavke živijo samo eno sezono od pomladi do jeseni. Podobno kot pri ostalih evsocialnih žuželkah so v koloniji skozi sezono prisotne matice dveh generacij, delavke, ki se ne razmnožujejo, in haploidni samci, ki se razvijejo iz neoplojenih jajčec in je njihova edina funkcija oploditev bodočih matic.

## Ekologija
Vrsta je izvorno razširjena v Vzhodni in Jugovzhodni Aziji z izjemo vlažnih tropskih predelov, predvsem v Laosu, na Tajskem, Kitajskem, Korejskem polotoku in Japonskem. Pojavlja se tudi v Indiji, na Šrilanki, v Nepalu, Butanu, Mjanmarju, celinskem delu Malezije, na Tajvanu in skrajnem jugovzhodu Rusije (Primorski okraj). Posebej pogosta je v ruralnih predelih Japonskega, kjer je tudi najbolj raziskana. Junija 2014 je v Sloveniji vzbudila veliko pozornost novica, da naj bi en osebek smrtonosnega sršena opazili v bližini Pivke, a je šlo za napačno povzemanje obvestila Čebelarske zveze Slovenije, ki se je nanašalo na drugo azijsko vrsto Vespa velutina, ki je invazivna v Evropi in ne predstavlja bistvene nevarnosti za človeka.
Njihov habitat so nizka gozdnata hribovja, kjer gradijo gnezda pod zemljo, pogosto v opuščenih brlogih glodavcev ali pod preperelimi koreninami dreves. So mesojedi, plenijo predvsem počasne žuželke, kot so odrasli skarabeji in gosenice metuljev, spomladi pred gnezditvijo in pozno jeseni ob razpadu kolonije pa preidejo na ogljikove hidrate rastlinskega izvora, predvsem drevesni sok hrastov. Njihova posebnost je, da kot edine ose napadajo gnezda drugih socialnih žuželk, predvsem manjših os in čebel. To običajno počnejo proti koncu sezone od sredine avgusta dalje, ko se razvija nova spolna generacija in hkrati upade količina razpoložljive hrane v naravi. Dokumentiran potek napada na čebeljo družino je sestavljen iz več faz: sprva pred panjem patruljirajo zgolj posamezni sršeni in lovijo izletajoče čebele. Če je plen dovolj blizu domačemu gnezdu, preide čez nekaj časa napad v naslednjo fazo, to je množičen pokol, pri katerem sodelujeta dva do več deset sršenov iz iste družine. V napadu, ki lahko traja ure, s prekinitvijo ponoči tudi do naslednjega dne, pobijejo sršeni vse čebele, ki izletijo v protinapad. Ko preživele čebele zapustijo svoj panj, se prične faza okupacije, v kateri sršeni odpirajo satje, pobirajo bube in jih prežvečene nosijo svojim ličinkam v gnezdo, medu pa se izognejo. To lahko traja več tednov, dokler hrane ne zmanjka in v tem času zavzet panj tudi branijo kot svoj teritorij. Avtohtone azijske čebele imajo obrambni mehanizem, zaznajo namreč feromon, s katerim sršeni v fazi lova označijo panj za prihodnje napade in izvedejo koordiniran protinapad, ko imajo opravka samo z enim napadalcem. Več sto čebeljih delavk hkrati napade sršena in ga obda v kroglo, nato pa začnejo čebele drgetati z mišicami in intenzivno ventilirati, s čimer proizvajajo toploto ter ogljikov dioksid. Notranjost krogle se segreje na 45 °C, kar ob povišani koncentraciji CO2 ubije napadalca (čebele same so odpornejše). S tem preprečijo, da bi sršen z vrnitvijo v gnezdo rekrutiral nove napadalce.
Naravnih sovražnikov orjaški azijski sršeni nimajo mnogo, le občasno jih plenijo sršenarji, pojavlja pa se tudi kanibalizem. Ob vznemirjenju glasno tleskajo s čeljustmi v svarilo, nato pa motnjo fizično napadejo, pri čemer uporabljajo želo in čeljusti. Njihov strup med sršenjimi ne izstopa bistveno po moči, temveč, spet skladno z velikostjo, po količini. Delavka ima v polnih strupnih žlezah povprečno okrog 4 mikrolitre strupa, ki ima za laboratorijske miši srednji smrtni odmerek (LD50 intravenozno) 4,1 mg/kg, kar pomeni 270 g miši na pik. Preračunano na običajno telesno težo miši (20 g) to pomeni, da bi lahko strup enega sršena ubil šest do sedem miši.

### Pomen za človeka
Predvsem na Japonskem so orjaški azijski sršeni znani kot nadloga in nevarnost za človeka, ki posega v njihov življenjski prostor. Največji pomen imajo v čebelarstvu, odkar so na Japonsko zaradi večje produktivnosti uvozili medonosno čebelo kot nadomestilo za avtohtone vrste. Kot omenjeno, evropske čebele nimajo obrambnega mehanizma in so zelo ranljive za napad, ki popolnoma uniči gnezdo. Proti njim se kmetje borijo s palicami, pastmi pred čebelnjaki in uničevanjem sršenjih gnezd. Zaradi agresivnosti in obilnega strupa so ti sršeni smrtno nevarni tudi za človeka, o več deset žrtvah redno poročajo med drugim iz Japonske in Kitajske.
Po drugi strani prebivalci kmetijskih delov Japonske te sršene lovijo tudi za hrano. Poleg tega je slina, ki jo izločajo ličinke, na Japonskem osnova za energijsko pijačo, imenovano VAAM (iz angleščine vespid amino acid mixture), ki vsebuje sintetično mešanico aminokislin v enakem razmerju. Po trditvah proizvajalca daje uporabniku vzdržljivost in moč, po čemer slovijo orjaški sršeni, več japonskih vzdržljivostnih športnikov jo je navedlo kot skrivnost svojega uspeha (vendar je takšne trditve težko preveriti).